# Zbigniew Jaruzelski
Zbigniew Jaruzelski herbu Ślepowron (ur. 30 sierpnia 1900 w Tarnowie, zm. 21 czerwca 1941 w Swierdłowsku) – polski inżynier rolnik, porucznik piechoty Wojska Polskiego, kawaler Orderu Virtuti Militari.

## Życiorys
Urodził się 30 sierpnia 1900 w Tarnowie, ówczesnym mieście powiatowym Królestwa Galicji i Lodomerii, w rodzinie Józefa Wincentego (1871–1939), nadporucznika 2 Galicyjskiego Pułku Ułanów, a później podpułkownika kawalerii Wojska Polskiego, i Izabelli (1878–1943), córki Mikołaja Krzysztofowicza. Był starszym bratem Jadwigi Agnieszki (1901–1944), żony Bogusława Horodyńskiego, Ewy Marii (1903–1987), żony Aleksandra Cybulskiego i matki Zbyszka i Marcina Stanisława (1909–1992).
Zbigniew był wnukiem Józefa Benedykta (1845–1915), powstańca styczniowego, dowódcy plutonu w oddziale Zygmunta Padlewskiego i Kobylańskiego. Józef Benedykt był młodszym bratem Wojciecha, także powstańca 1863, który miał syna Władysława Mieczysława, po którym z Wandy Zarembów urodził się syn Wojciech (1923–2014).
Naukę z zakresu czterech klas szkoły powszechnej i pierwszej klasy gimnazjum pobrał w domu rodzinnym. Egzamin wstępny do drugiej klasy gimnazjum zdał w Przemyślu, a następnie uczęszczał do Zakładu Naukowo-Wychowawczego Ojców Jezuitów w Chyrowie (klasy 2–5). 15 kwietnia 1917 rozpoczął naukę w klasie szóstej c. k. Gimnazjum IV we Lwowie. W październiku 1918 naukę w klasie ósmej przerwała mu panująca we Lwowie pandemia grypy hiszpanki. Wyjechał do Załucza, lecz nie uchroniło go to przed zarażeniem. Po wyzdrowieniu, wraz z grupą ochotników przedostał się do Lwowa, drogą okrężną przez granicę rumuńską, węgierską, austriacką i czechosłowacką.
16 stycznia 1919 we Lwowie został przyjęty do 5 pułku artylerii polowej i po kilku dniach przydzielony do 4. baterii „Kastor”. W składzie baterii służył do połowy czerwca 1919. W międzyczasie (6 lutego 1919) zdał w swoim gimnazjum ustny egzamin dojrzałości. 15 czerwca 1919 został przeniesiony do 1 pułku artylerii polowej Legionów, z którym walczył w Małopolsce Wschodniej, a następnie na froncie litewsko-białoruskim. Od 15 lutego do 1 lipca 1920 był uczniem 25. klasy Szkoły Podchorążych w Warszawie. 6 lipca 1920, w stopniu podchorążego, został wcielony do 145 pułku piechoty Strzelców Kresowych. Wyróżnił się 2 sierpnia 1920 pod Łopatynem, gdzie „swoim przykładem, idąc odważnie na karabin maszynowy, przyczynił się do ułatwienia przyśpieszenia akcji”. 7 sierpnia został odznaczony Krzyżem Srebrnym Orderu Virtuti Militari. 20 sierpnia 1920 pod Szulmierzem został ranny i ewakuowany do szpitala w Warszawie. Po wyleczeniu i urlopie zdrowotnym wrócił do pułku. 9 listopada 1920 został mianowany podporucznikiem w piechocie z dniem 1 listopada 1920 i 22. lokatą. 15 lutego 1922, na własną prośbę, został przeniesiony do rezerwy i przydzielony w rezerwie do 72 pułku piechoty. Później został przeniesiony w rezerwie do 49 pułku piechoty w Kołomyi. 8 stycznia 1924 został zatwierdzony w stopniu podporucznika ze starszeństwem z 1 sierpnia 1920 i 1. lokatą w korpusie oficerów rezerwy piechoty. 
Jesienią 1922 rozpoczął studia na Wydziale Rolniczo-Leśnym Politechniki Lwowskiej. 30 czerwca 1926 ukończył studia z dyplomem inżyniera rolnika. W tym samym roku zaczął gospodarować w dzierżawionym majątku Załucze Górne, w powiecie śniatyńskim. Był prezesem zarządu miejscowego oddziału Związku Strzeleckiego. 29 stycznia 1932 prezydent RP nadał mu stopień porucznika rezerwy z dniem z 2 stycznia 1932 i 199. lokatą w korpusie oficerów piechoty. W 1934, jako oficer rezerwy pozostawał w ewidencji Powiatowej Komendy Uzupełnień Kołomyja II. Nadal posiadał przydział w rezerwie do 49 pp.
Wiosną 1940 został aresztowany przez Sowietów podczas próby przekroczenia granicy z Rumunią w drodze do Francji i wywieziony do łagru w Swierdłowsku na Uralu, gdzie zmarł.
Był żonaty, miał dwóch synów: Andrzeja, ps. „Urban” (ur. 11 czerwca 1927, zm. 27 października 1974), kaprala pułku AK „Baszta” w powstaniu warszawskim i Wojciecha (ur. 6 grudnia 1929).

## Ordery i odznaczenia
- Krzyż Srebrny Orderu Wojskowego Virtuti Militari nr 1951[1] – 30 czerwca 1921[30][31]
- Odznaka za Rany i Kontuzje z jedną gwiazdką[32]